# Mary Rothes Margaret Cecil
Mary Rothes Margaret Cecil, 2e baronne Amherst of Hackney, dite Lady William Cecil  (née Mary Rothes Margaret May Tyssen-Amherst en 1857 - morte en 1919), est une égyptologue britannique, fille ainée de William Amhurst Tyssen-Amherst, 1er baron Amherst of Hackney et épouse de William Cecil (1854-1943).

## Biographie
En 1901–02 et 1904, Lady William Cecil, fouille trente-deux tombes rupestres à Qubbet el-Hawa, face à Assouan. Parmi celles-ci, celles de  :
- Kakemet, surveillant des prophètes de tous les dieux d'Éléphantine, premier prophète de Khnoum, Satis et Anoukis ;
- Hekaiba, également appelé Hekat - Moyen Empire (XIIe dynastie ?)
- Huerhetef - Nouvel Empire, tombe qui contenait un anneau d'Horemheb.

Nombreuses autres où le nom du propriétaire est inconnu. 
Durant les fouilles de 1904, une stèle fragmentaire du dignitaire Shenaï fut découverte dans la tombe no 28 (XIIe dynastie).

## Publications
- Report on the Work Done at Aswân, ASAE no 4, 1903 :
  - I, Tombs Situated to the South of Gebel Goubbat el Hawa.
  - II, Tombs Situated to the North and North-West of Goubbat el Hawa.
  - III, Tombs on the Eastern Side of Goubbat el Hawa, on a Line with Grenfell's Tombs.
  - IV, Tombs on the North-Eastern Slope of the Gebel Goubbat el Hawa, just above the Ruined Coptic Convent of St-George
- Bird notes from the Nile, A. Constable & co., 1904.
- Report of Work Done at Aswan during the First Months of 1904, ASAE no 6, 1905 :
  - I, Tombs on the North-Eastern Slope of the Gebel Qoubet-el-Hawa above the Coptic Convent of Saint-George.
  - II, Tombs on the Eastern Side of the Gebel Qoubet-el-Hawa South of the "Grenfell Tombs"